# Сухопутные войска Австрии
Сухопутные войска Австрии (англ. Bundesheer) — один из видов вооружённых сил Австрии.

## История
Австрийская армия принимала непосредственное участие практически во всех крупных европейских военных конфликтах Нового времени. После распада империи Габсбургов в 1918 году традиции императорской армии переняли сухопутные войска Первой Австрийской Республики, которые приняли ограниченное участие во внутренних конфликтах 1920—1930-х годов (Гражданская война в Австрии). В результате аншлюса в марте 1938 года все 6 австрийских дивизий вошли в состав Вермахта (44-ю и 45-ю пехотные, 4-ю легкую, 2-ю и 3-ю горные дивизии) и прошли всю Вторую мировую войну в качестве обычных немецких соединений, внеся особенный вклад в развитие немецких горных войск.
После создания новой Австрийской республики в 1955 году были воссозданы австрийские войска на принципах нейтралитета. Основной задачей сухопутных войск Австрии стало обеспечение целостности и нейтралитета государства. В новейшем времени австрийская армия несколько раз приводилось в состояние повышенной боевой готовности по причине обострения ситуации в приграничных странах (Венгрия в 1956, Чехословакия в 1968, Югославия в 1991), однако ни разу не принимала участия в вооружённых столкновениях. В 1975 году в составе австрийской армии впервые после Второй мировой войны было создано соединение дивизионного уровня — 1-я мотопехотная дивизия в составе 3-й, 4-й и 9-й мотопехотных бригад, батальонов связи, инженерного и зенитного дивизиона. Максимального размаха австрийская армия достигла в 1987 году имея в своем составе 14 штабов соединений, 7 бригад, 34 полка, 158 батальонов, 943 мелких подразделений. На данный момент Австрия располагает небольшой, но хорошо подготовленной и оснащенной армией.
С 1960 года армия участвовала в миссиях ООН, а с 1995 года — в программе НАТО «Партнерство ради мира» (Косово, Афганистан).

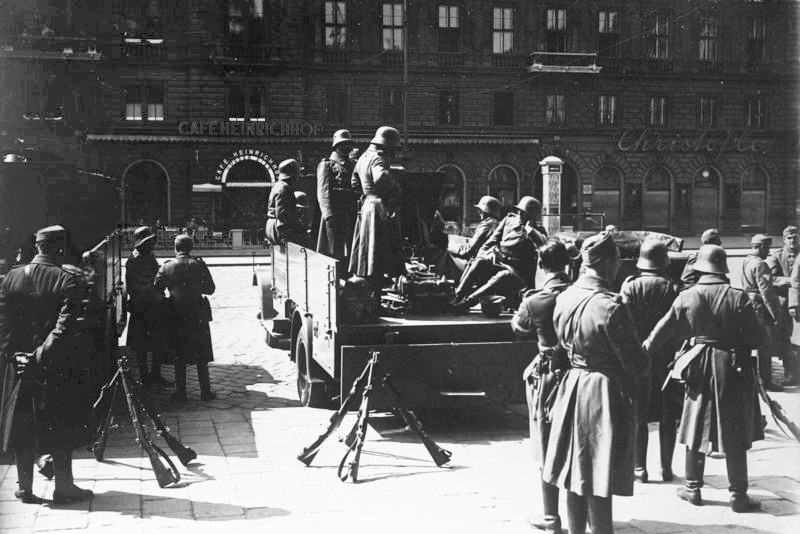
Австрийские войска в Гражданской войне 1934 г.

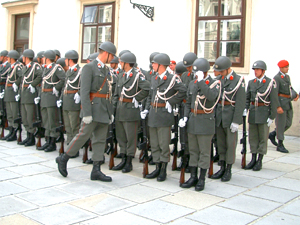
Гвардейский батальон в г. Вена

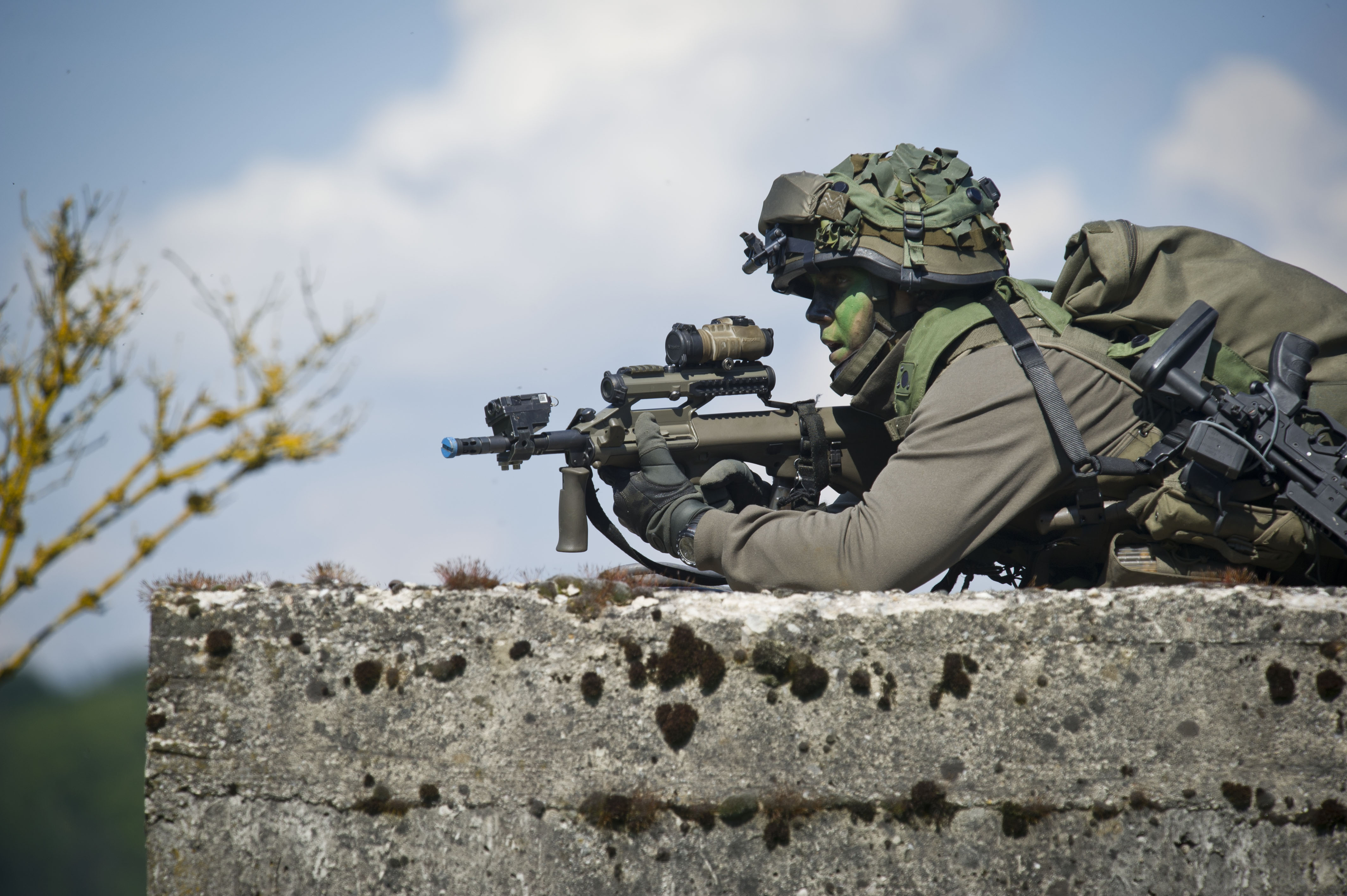
Солдат с автоматической винтовкой Steyr AUG на учениях

## Структура

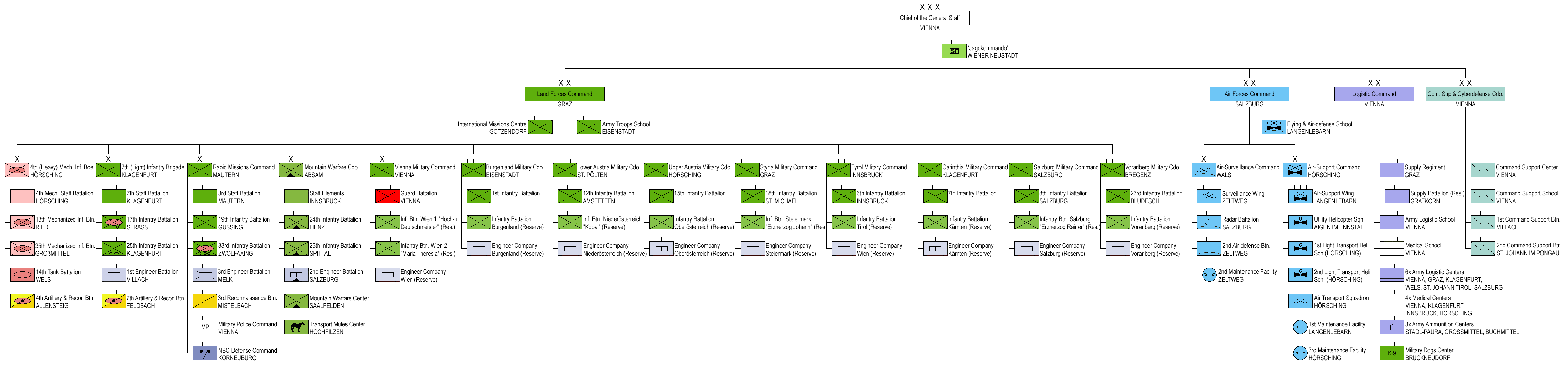
Структура Федеральной армии Австрии после 2016 года.

В австрийской армии нет чёткого деления на виды вооружённых сил. Австрия не имеет военно-морских сил, а авиация организационно входит в состав сухопутных войск. В составе австрийской армии традиционно два компонента: войска постоянной боевой готовности и войска территориальных командований (традиционное название ландвер).
Войска высокой степени боевой готовности сосредоточены в составе Командования объединённых сил. Ему подчиняются 2 пехотные бригады; 2 командования бригадного типа; подразделение специального назначения (нем. Jagdkommando), командование военной полиции (3 роты, группа охраны высокопоставленных лиц).
До 2006 года в состав австрийской армии входила Дунайская флотилия, традиционно относившаяся к инженерным частям сухопутных войск.

### Командование сухопутных сил
- Командование сухопутных войск (нем. Kommando Landstreitkräfte) (Грац)
- Школа сухопутных войск (нем. Heerestruppenschule) (Айзенштадт, филиалы в Бруккнойдорф, Цвёльфаксинг и Зальфельден)
- База заграничных операций (нем. Auslandseinsatzbasis) (Гётцендорф-ан-дер-Лайта)

- 3-я егерская бригада[нем.]
  - 3-й штабной батальон (нем. Stabsbataillon 3), Маутерн-ан-дер-Донау
  - 17-й пехотный батальон (нем. Jägerbataillon 17), мотострелковый батальон на БТР Пандур, Штрас-ин-Штайермарк
  - 19-й пехотный батальон
  - 33-й пехотный батальон
  - 3-й разведывательный батальон
  - 3-й инженерно-сапёрный батальон[5]

- 4-я мотопехотная бригада[нем.] (нем. 4. Panzergrenadierbrigade) (также «Тяжёлая бригада» (нем. Schwere Brigade)) (Хёршинг)
  - 4-й штабной батальон (нем. Panzerstabsbataillon 4, Вельс)
  - 14-й танковый батальон (нем. Panzerbataillon 14), последний танковый батальон австрийской армии на танках Леопард 2A4
  - 13-й мотопехотный батальон (нем. Panzergrenadierbataillon 13), Рид-им-Иннкрайс, БМП Улан
  - 35-й мотопехотный батальон (нем. Panzergrenadierbataillon 35), Гросмитель, БМП Улан
  - 4-й разведывательный и артиллерийский батальон (нем. Aufklärungs- und Artilleriebataillon 4), 2 батареи САУ M109A5Ö в Аллентштайге и 2 разведроты на Iveco LMV «Гуссар» в Хорне

- 6-я горнопехотная бригада[нем.] — специально подготовлена для боевых действий в горных условиях, Абзам
  - 24-й горнопехотный батальон
  - 2-й инженерно-саперный батальон
  - центр вьючных животных

- 7-я егерская бригада[нем.] (нем. Jägerbrigade), также «Легкая бригада» (нем. Leichte Brigade) — десантно-штурмовое соединение, Клагенфурт
  - 7-й штабной батальон (нем. Stabsbataillon 7), Абзам
  - 12-й пехотный батальон
  - 18-й пехотный батальон
  - 25-й пехотный батальон (нем. Jägerbataillon 25), воздушно-десантный батальон, Клагенфурт
  - 7-й разведывательный и артиллерийский батальон (нем. Aufklärungs- und Artilleriebataillon 7), 2 батареи САУ M109A5Ö и 2 разведроты на Iveco LMV «Гуссар», Фельдбах
  - 1-й инженерный батальон (нем. Pionierbataillon 1), Филлах

- Командование быстрых операций (нем. Kommando Schnelle Einsätze), бывшая 3-я пехотная бригада, Маутерн-ан-дер-Донау
  - 3-й штабной батальон (нем. Stabsbataillon 3), Маутерн-ан-дер-Донау
  - 19-й егерский батальон (нем. Jägerbataillon 19), Гюссинг
  - 33-й егерский батальон (нем. Jägerbataillon 33), Цвёльфаксинг
  - 3-й разведывательный батальон (нем. Aufklärungsbataillon 3), Мистельбах-ан-дер-Цайя
  - 3-й инженерный батальон (нем. Pionierbataillon 3), Мельк, саперная рота в Маутерн-ан-дер-Донау
  - Командование военной дисциплины и военной полиции (нем. Kommando Militärstreife und Militärpolizei), Вена
    - Штаб; Группа охраны высокопоставленных лиц и Школа — Вена
    - 1-я рота ВП — Вена, Айзенштадт и Санкт-Пёльтен
    - 2-я рота ВП — Грац и Клагенфурт
    - 3-я рота ВП — Зальцбург, Хёршинг и Инсбрук

  - Командование радиационной, химической и биологической защиты (нем. Kommando ABC-Abwehr), Корнойбург
    - Штаб и Школа — Корнойбург
    - Рота РХБ защиты (нем. ABC-Abwehrkompanie Korneuburg) — Корнойбург
    - Рота РХБ защиты (нем. ABC-Abwehrkompanie Mautern) — Маутерн-ан-дер-Донау
    - Рота РХБ защиты (нем. ABC-Abwehrkompanie Absam) — Абзам
    - Рота РХБ защиты (нем. ABC-Abwehrkompanie Hörsching) — Хёршинг
- Командование горного боя (нем. Kommando Gebirgskampf), бывшая 6-я егерская бригада
  - 24-й егерский батальон (нем. Jägerbataillon 24), Лиенц
  - 26-й егерский батальон (нем. Jägerbataillon 26), Шпитталь-ан-дер-Драу
  - 2-й инженерный батальон (нем. Pionierbataillon 2), Вальс-Зиценхайм
  - Центр вьючных животных (нем. Tragtierzentrum), Хохфильцен
  - Центр горной подготовки (нем. Gebirgskampfzentrum), Зальфельден
- Военное командование Вена (нем. Militärkommando Wien, Командный округ 2, нем. Befehlsbereich 2) (Вена)
  - Батальон гвардии (нем. Gardebataillon) (Вена) (регулярный)
  - 1-й егерский батальон Вена «Хох- унд Дойчмайстер» (нем. Jägerbataillon Wien 1 "Hoch- und Deutschmeister") (Вена) (милиционный)
  - 2-й егерский батальон Вена «Мария Терезия» (нем. Jägerbataillon Wien 2 "Maria Theresia") (Вена) (милиционный)
  - 13-я отдельная егерская рота (БР) Вена Хитцинг (нем. Jägerkompanie Wien 13/Hietzing) (подчинённая Гвардии, Вена) (милиционная)
  - 10-я отдельная егерская рота (БР) Вена Фаворитен (нем. Jägerkompanie Wien 10/Favoriten) (подчинённая 33-му егерскому батальону Цвёльфаксинг) (милиционная)
  - 21-я отдельная егерская рота (БР) Вена Флоридсдорф (нем. Jägerkompanie Wien 21/Floridsdorf) (подчинённая 35-му мотопехотному батальону Феликсдорф) (милиционная)
  - Инженерная рота Вена (нем. Pionierkompanie Wien) (подчинённая 3-му инженерного батальону, Мельк) (милиционная)
- Военное командование Нижняя Австрия (Militärkommando Niederösterreich, Командный округ 3, нем. Befehlsbereich 3) (Санкт-Пёльтен)
  - 12-й егерский батальон (нем. Jägerbataillon 12) (Амштеттен) (регулярный)
  - Егерский батальон Нижняя Австрия «Копал» (нем. Jägerbataillon Niederösterreich "Kopal") (Санкт-Пёльтен) (милиционный)
  - Отдельная егерская рота (БР) Санкт-Пёльтен (нем. Jägerkompanie St. Pölten) (подчинённая 12-му егерскому батальону, Амштеттен) (милиционная)
  - Отдельная егерская рота (БР) Тульн (нем. Jägerkompanie Tulln) (подчинённая 3-му штабному батальону, Маутерн-ан-дер-Донау) (милиционная)
  - Отдельная егерская рота (БР) Корнойбург (нем. Jägerkompanie Korneuburg) (подчинённая 3-му разведывательному батальону, Мистельбах-ан-дер-Цайя) (милиционная)
  - Инженерная рота Нижняя Австрия (нем. Pionierkompanie Niederösterreich) (подчинённая 3-му инженерному батальону, Мельк) (милиционная)
- Военное командование Верхняя Австрия (Militärkommando Oberösterreich, Командный округ 4, нем. Befehlsbereich 4) (Линц)
  - 15-й егерский батальон (нем. Jägerbataillon 15) (Фрайштадт) (регулярный)
  - Егерский батальон Верхняя Австрия (нем. Jägerbataillon Oberösterreich) (Рид-им-Иннкрайс) (милиционный)
  - Отдельная егерская рота (БР) Линц-Ланд (нем. Jägerkompanie Linzland) (подчинённая 4-му штабному батальону, Хёршинг) (милиционная)
  - Инженерная рота Верхняя Австрия (нем. Pionierkompanie Oberösterreich) (подчинённая 3-му инженерному батальону, Мельк) (милиционная)
- Военное командование Штирия (Militärkommando Steiermark, Командный округ 5, нем. Befehlsbereich 5) (Грац)
  - Егерский батальон 18 (нем. Jägerbataillon 18) (Санкт-Михаэль-ин-Оберштайермарк) (регулярный)
  - Егерский батальон Штирия «Эрцгерцог Иоганн» (нем. Jägerbataillon Steiermark „Erzherzog Johann“) (Санкт-Михаэль-ин-Оберштайермарк) (милиционный)
  - Отдельная егерская рота (БР) Дойчландсберг (нем. Jägerkompanie Deutschlandsberg) (подчинённая 17-му егерскому батальону, Штрас-ин-Штайермарк) (милиционная)
  - Инженерная рота Штирия (нем. Pionierkompanie Steiermark) (подчинённая 1-му инженерному батальону, Филлах) (милиционная)
- Военное командование Бургенланд (Militärkommando Burgenland, Командный округ 1, нем. Befehlsbereich 1) (Айзенштадт)
  - 1-й егерский батальон (нем. Jägerbataillon 1) (Айзенштадт) (регулярный)
  - Егерский батальон Бургенланд (нем. Jägerbataillon Burgenland) (Айзенштадт) (милиционный)
  - Инженерная рота Бургенланд (нем. Pionierkompanie Burgenland) (подчинённая 1-му инженерному батальону, Филлах) (милиционная)
- Военное командование Каринтия (Militärkommando Kärnten, Командный округ 7, нем. Befehlsbereich 7) (Клагенфурт)
  - 7-й егерский батальон (нем. Jägerbataillon 7) (Филлах) (регулярный)
  - Егерский батальон Каринтия (нем. Jägerbataillon Kärnten) (Шпитталь-ан-дер-Драу) (милиционный)
  - Отдельная егерская рота (БР) Филлах (нем. Jägerkompanie Villach) (подчинённая 25-му егерскому батальону, Клагенфурт) (милиционная)
  - Отдельная егерская рота (БР) Вольфсберг (нем. Jägerkompanie Wolfsberg) (подчинённая 7-му штабному батальону, Клагенфурт) (милиционная)
  - Инженерная рота Каринтия (нем. Pionierkompanie Kärnten) (подчинённая 1-му инженерному батальону, Филлах) (милиционная)
- Военное командование Зальцбург (Militärkommando Salzburg, Командный округ 8, нем. Befehlsbereich 8) (Зальцбург)
  - 8-й егерский батальон (нем. Jägerbataillon 8) (Зальцбург) (регулярный)
  - Егерский батальон Зальцбург «Эрцгерцог Райнер» (нем. Jägerbataillon Salzburg „Erzherzog Rainer“) (Тамсвег) (милиционный)
  - Отдельная егерская рота (БР) Понгау (нем. Jägerkompanie Pongau) (подчинённая 8-му егерскому батальону, Вальс-Зиценхайм) (милиционная)
  - Инженерная рота Зальцбург (нем. Pionierkompanie Salzburg) (подчинённая 2-му инженерному батальону, Вальс-Зиценхайм) (милиционная)
- Военное командование Тироль (Militärkommando Tirol, Командный округ 6, нем. Befehlsbereich 6) (Инсбрук)
  - 6-й егерский батальон (нем. Jägerbataillon 6) (Инсбрук) (регулярный)
  - Егерский батальон Тироль (нем. Jägerbataillon Tirol) (милиционный)
  - Отдельная егерская рота (БР) Верхний Тироль (нем. Jägerkompanie Oberland) (подчинённая 6-му егерскому батальону, Инсбрук) (милиционная)
  - Инженерная рота Тироль (нем. Pionierkompanie Tirol) (подчинённая 2-муИиженерному батальону, Вальс-Зиценхайм) (милиционная)
- Военное командование Форарльберг (Militärkommando Vorarlberg, Командный округ 9, нем. Befehlsbereich 9) (Брегенц)
  - 23-й егерский батальон (нем. Jägerbataillon 23) (Блудеш) (регулярный)
  - Егерский батальон Форарльберг (нем. Jägerbataillon Vorarlberg) (нем. Jägerbataillon Vorarlberg) (Блудеш) (милиционный)
  - Инженерная рота Форарльберг (нем. Pionierkompanie Vorarlberg) (подчинённая 2-му инженерному батальону, Вальс-Зиценхайм) (милиционная)

Войска готовые в случае возникновения угрозы провести мобилизацию вооружённых сил сосредоточены в составе 9 командований земель (10 пехотных батальонов сокращенного состава, 8 саперных рот). В состав столичного командования входит также отдельный гвардейский батальон в Вене (нем. Gardebataillon; 4 роты, в том числе 2 активные, оркестр, штабная рота). Резерв австрийской армией называется «Милиция» (нем. Miliz) и входит в состав земельных комнадований. В соответствии с реформой 2016 года в каждое командование входит регулярный егерский батальон, милицейский егерский батальон (в Вене также второй) и милицейская саперная рота. Некоторые командования располагают милицейскими егерскими ротами быстрого реагирования.

## Техника и вооружение
Несмотря на небольшие размеры, австрийская армия располагает большим количеством оригинальных образцов военной техники собственного производства. Наиболее известны пистолеты Glock, снайперская винтовка SSG69, автомат Steyr AUG и другие образцы стрелкового оружия фирмы Steyr Mannlicher (принятые, в частности, на вооружение российского спецназа ВДВ), лёгкие танки «Кирасир», БМП «Улан», БТР Пандур. Данные образцы не только используются национальными вооружёнными силами, но и активно экспортируются.
В 2011 году были озвучены планы масштабного сокращения парка бронетехники с целью сокращения затрат. Прендполагалось, что по завершении списания число боевых машин уменьшится с 1147 до 389 единиц.
| Изображение                      | Тип            | Производство    | Назначение                                                                                          | Количество             | Примечания                                                    |
| Танки                            | Танки          | Танки           | Танки                                                                                               | Танки                  | Танки                                                         |
| -------------------------------- | -------------- | --------------- | --------------------------------------------------------------------------------------------------- | ---------------------- | ------------------------------------------------------------- |
|                                  | Леопард 2А4    | Германия        | основной боевой танк                                                                                | 56                     | Сосредоточены в 33-м и 14-м танковых батальонах.              |
| Боевые машины пехоты             |                |                 | |                        |                                                               |
|                                  | ASCOD          | Австрия Испания | БМП с 30-мм орудием                                                                                 | 112                    |                                                               |
| Бронетранспортёры                |                |                 | |                        |                                                               |
|                                  | Pandur EVO     | Австрия         | Многоцелевая колёсная боевая бронированная машина                                                   | 60                     |                                                               |
|                                  | Pandur I       | Австрия         | Многоцелевая колёсная боевая бронированная машина                                                   | 71                     | Сосредоточены в 17-м егерском батальоне 7-й пехотной бригады. |
|                                  | BvS-10         | Швеция          | Двухзвенный гусеничный бронированный вездеход все машины оборудованы боевым модулем ESL WS4 Panther | 32                     |                                                               |
|                                  | Dingo 2        | Германия        | 4-колесный бронеавтомобиль на шасси грузовиков Unimog                                               | 66                     |                                                               |
|                                  | IVECO LMV      | Италия          | Многоцелевой армейский бронированный автомобиль                                                     | 150                    |                                                               |
| Артиллерийские системы           |                |                 | |                        |                                                               |
|                                  | M109A5ÖE       | США             | 155-мм САУ                                                                                          | 48                     |                                                               |
|                                  | sGrW 86        | Австрия         | 120-мм Миномёт                                                                                      | 71                     | Ещё 22 миномёта на хранении                                   |
|                                  | L16            | Великобритания  | 81-мм Миномёт                                                                                       | Неизвестное количество |                                                               |
| Инженерная и специальная техника |                |                 | |                        |                                                               |
|                                  | 4KH7FA-SB      | Австрия         | БРЭМ                                                                                                | 27                     |                                                               |
|                                  | M88A1          | США             | БРЭМ                                                                                                | 10                     |                                                               |
|                                  | Dingo 2 ARV    | Германия        | БРЭМ с краном, установленным в задней части шасси                                                   | 28                     |                                                               |
|                                  | Dingo 2 AC NBC | Германия        | Машина РХБЗ                                                                                         | 12                     |                                                               |
| ПВО                              |                |                 | |                        |                                                               |
|                                  | GDF-005        | Швейцария       | Автоматическое 35-мм зенитное орудие.                                                               | 24                     | Ещё 6 зенитных орудий на хранении                             |
|                                  | Mistral        | Франция         | ПЗРК                                                                                                | 59                     |                                                               |

## Звания
- Генерал (General)
- Генерал-лейтенант (Generalleutnant)
- Генерал-майор (Generalmajor)
- Бригадир (Brigadier)
- Полковник (Oberst)
- Подполковник (Oberstleutnant)
- Майор (Major)
- Капитан (Hauptmann)
- Старший лейтенант (Oberleutnant)
- Лейтенант (Leutnant)
- Прапорщик (Fähnrich)
- Вице-лейтенант (Vizeleutnant)
- Зауряд-офицер (Offiziersstellvertreter)
- Обер-штабс-вахмистр (Oberstabswachtmeister)
- Штабс-вахмистр (Stabswachtmeister)
- Обер-вахмистр (Oberwachtmeister)
- Вахмистр (Wachtmeister)
- Цугфюрер (Zugsführer)
- Капрал (Korporal)
- Ефрейтор (Gefreiter)
- Рекрут (Rekrut)